# Irta
Irta – wieś w Estonii, w prowincji Parnawa, w gminie Koonga.